# 石原理衣
石原 理衣（いしはら りい、1976年7月18日 - ）は、日本の映画監督・プロデューサー・女優。埼玉県出身。血液型はO型。身長162cm。中央大学理工学部応用化学科卒業。Upcoming Movies,Inc.の代表取締役。夫は音楽家・監督・プロデューサーの小野川浩幸。

## 人物
- 中央大学理工学部応用科学科を卒業後、キリンビール株式会社でMR（医療情報担当者）として病院への学術営業を6年間勤めた後、脚本・演出家の故・小松越生に弟子入りし、本格的に俳優に転身という異色の経歴の持ち主。近年は俳優業だけにとどまらず、映画のプロデュースや監督も行い、長編初プロデュースをした映画『あつい胸さわぎ』が東京国際映画祭 (2022)に入選。また、夫と共に初監督をした短編映画『寓〜Flashback Before Death〜』が米国アカデミー賞公認、スペインのシッチェス映画祭(2022)で最優秀短編賞を受賞（日本人のコンペでのグランプリは北野武監督『座頭市』以来の快挙）、また、イタリアのファンタフェスティバル(旧:ローマ国際ファンタス ティック映画際)（2023）でも最優秀短編作品賞を受賞し、大きな映画祭や海外メディアで話題になる。
- MRの資格を持ち、特技の「化学実験」を映画監督の太田隆文に面白がられ、太田から「化学実験」の愛称で呼ばれる。
- 脚本・演出家の小松越雄に師事。小松は文学者・評論家の小松清の息子である。
- 自他共に認める大のホラー好きである
- 好きな監督　デヴィッド・クローネンバーグ、アレハンドロ・ホドロフスキー、ピーター・グリーナウェイ、アンジェイ・ズラウスキー、ブラザーズ・クエイ、コーエン兄弟、エミール・クストリッツァ、ダリオ・アルジェント
- 『ポゼッション』のイザベル・アジャーニやクリストファー・ウォーケンが目標の俳優

## 出演作品

### 映画
- 青い青い空（2010年、太田隆文監督） - 石原先生 役
- ビンゴ（2012年、福田陽平監督） - 本郷茜 役
- ほんとうにあった怖い話　PREMIUM　第2話（2012年、F.O.S監督） - 橋本聖子 役
- ユダ（2013年、大冨いずみ監督） - エデンのキャバ嬢 役
- ネオン蝶(1)・(2)（2013年、サトウトシキ監督） - 梓 役
- 野花〜風来坊（2013年、横山浩之監督） -　母親役
- バトル・オブ・ヒロミくん!（2013年、宮坂武志監督） - ブティック店主 役
- ネオン蝶(3)・(4)（2013年、城定秀夫監督） - 原田梓 役
- クラブアンダルシア（2014年、和田秀樹監督） - 静香 役
- 短編・ずっと蒼く（2014年、保母海里風監督） - 看護師 役
- ワケアリ（2014年、山本純哉監督） - 天美香奈 役（ヒロイン）
- ゴーストフラワーズ　「レバー」（2016年、石原貴洋監督） - 組長夫人 役　※ゆうばりファンタスティック国際映画祭上映作品・ドイツ・ハンブルク映画祭上映作品
- 大怪獣チャランポラン祭り鉄ドン「最新最終兵器」（2017年、中間健詞監督） -  主演 ※ゆうばりファンタスティック国際映画祭ゆうばりファンタランド大賞市民賞受賞
- レミングスの夏（2017年、五藤利弘監督） -  捜査官役
- レッドカプセル（2018年、石原貴洋監督） -  マミヤ役（ヒロイン）
- 魔法少年☆ワイルドバージン（2019年、宇賀那健一監督）-  主人公（幼少期）の母親・星村涼子役　※第38回ブリュッセル・ファンタスティック国際映画祭入選
- ある町の高い煙突（2019年、松村克弥監督）-  立花役
- ソローキンの見た桜（日露合作映画、2019年、井上雅貴監督）- サチ役  ※第41回モスクワ国際映画祭・第12回オレンブルグ映画祭観客賞
- おかあさんの被爆ピアノ（2020年、五藤利弘監督）主人公のピアノ講師役
- 佐々木、イン、マイマイン（2020年、内山拓也監督）窪田役　※第33回東京国際映画祭TOKYOプレミア2020
- レディ トゥ レディ（2020年、藤澤浩和監督）主人公の同級生役
- 赤糸で縫いとじられた物語（日波合同制作映画、2021年、松下ユリア監督）主演・柊子役　※WallachiaIFF HONORARY AWARD 2021にて助演女優賞受賞
- フタリノセカイ（2021年、飯塚花笑監督）若葉先生(ヒロインの主治医)役
- 短編　MOTHERS（2021年、まつむらしんご監督）ちいこ（主演）
- 義足のボクサー（日比合作、2022年、ブリランテ・メンドーサ監督）JBC職員役
- 渇いた鉢（2022年、宇賀那健一監督）
- 短編　寓~Flashback Before Death（2022年、石原理衣＆小野川浩幸監督）主演　つる葉役　※第55回 シッチェス•カタロニア国際映画祭 NOVES VISIONS部門 最優秀短編作品賞・第43回 FANTA FESTIVAL Silver Bat賞（最優秀短編作品賞）受賞
- あつい胸さわぎ（2023年、まつむらしんご監督）水森麻美(ター坊母親)役[1]　※第35回東京国際映画祭NipponCinemaNow部門入選
- 車軸（2023年11月17日、松本准平監督）[2]
- 悪魔がはらわたでいけにえで私（2024年、宇賀那健一監督）ミサ役

### 配信ドラマ
- TOKYO VICE(2022年、HBO製作)オニキスレギュラーホステス役

### TVドラマ
- 37歳で医者になった僕〜研修医純情物語〜 第7話（2012年、CX） - MR 役
- 相棒 season11 第6話｢交番巡査・甲斐享｣（2012年11月21日、テレビ朝日） - 井上祥代（共犯者） 役
- 土曜ワイド劇場 拘置所の女医2（2013年、テレビ朝日） - 若い女 役
- アイアングランマ 第5話（2015年、NHK BS） - 交通事故の女 役
- 本気のしるし （2019年、NBN）- ホステス役

### 舞台
- 太宰治の生涯 演出小松越雄（2007年） - 田辺あつみ 役（ヒロイン）
- こどもの一生 演出谷内田彰久（2020年） -  エミ役

### TV
- 生活達人（TBS）
- 奇跡の地球物語〜近未来サイエンス〜（2012年、EX）

### CM
- マクドナルド（2003年）
- マックスファクター illume（2003年）
- サントリー BOSS（2004年）
- 2005年日本国際博覧会 愛・地球博（2004年）
- ドクターシーラボ AQUA COLLAGEN GEL（2005年）
- ハトのマークの引越センター（2010年 - ） - メイン
- ロッテ キシリトールガム（2013年）
- タカラトミー ココロスキャナー（2014年、web CM）
- キリンビール のどごし＜生＞　「10連覇編」（2015年）
- 日清オイリオグループ 「こども大好き!フライ・デー編」（2015年 - 2016年）
- 日清オイリオグループ「みんな大好き!フライ・デ―編」（2015年）
- ナビタイムジャパン カーナビタイム 「家族編」（2015年 - 2019年）
- コカ・コーラ ジョージア ヨーロピアン（2016年）
- ダイハツ トール（2017年、web CM）
- カゴメ みんなにおいしい野菜生活編（2018年）
- みんなでポケGO （2019年)
- 中部電力電気&ガス編（2019〜2021年)
- サンスター「美白化粧品|エクイタンス」（2019年)
- 大正製薬「リポビタンZERO」（2021〜2022年)
- NIKE「NEW GIRL」（2021〜2022年)

### VP/TV INFO
- カネボウ コフレドール（2010年- 2011)

### 広告
- 北陸銀行 ポスター「スプリングキャンペーン」（2007年）

### 雑誌
- 藤原美智子　BEAUTY MAGIC Vol.2 / mook（2003年9月、扶桑社）
- きものサロン  / mook（2007年春号、世界文化社）
- 週刊「TVガイド」（2010年12月3日発売号、東京ニュース通信社）
- 月刊「B.L.T.」（2011年4月号、東京ニュース通信社）
- 美的（2011年6月号、小学館）
- CM GIRLS Vol.4 / mook（2011年秋号、東京ニュース通信社）
- Mt.TAKAO/ リーフレット（2011年冬号、京王電鉄） - 表紙・中面モデル
- CM NOW（2012年3・4月号、玄光社）
- Viewest（2011-2012 レギュラー ）

### モバイル
- 月刊モバイルアクトレス（新潮社）